# ماتيوس مونتيرو
ماتيوس مونتيرو (بالبرتغالية: Matheus Monteiro‏) هو لاعب كرة قدم برازيلي، ولد في 1 مارس 2000 في ساو باولو في البرازيل. لعب مع توربيدو جودينو.